# Meginward

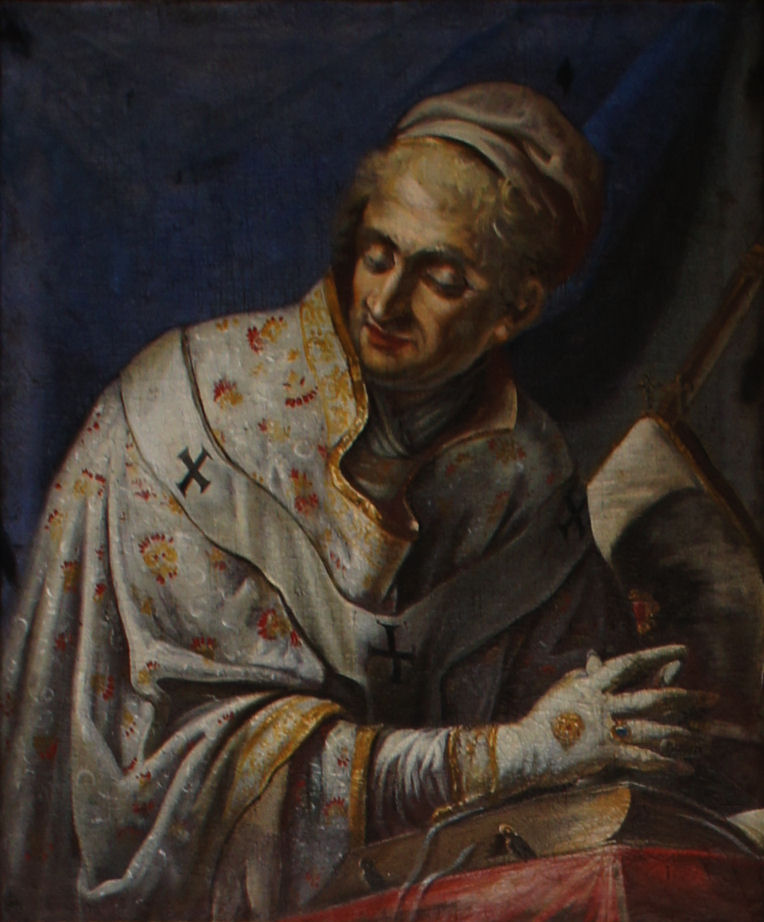
Meginward auf einem Gemälde im Fürstengang Freising

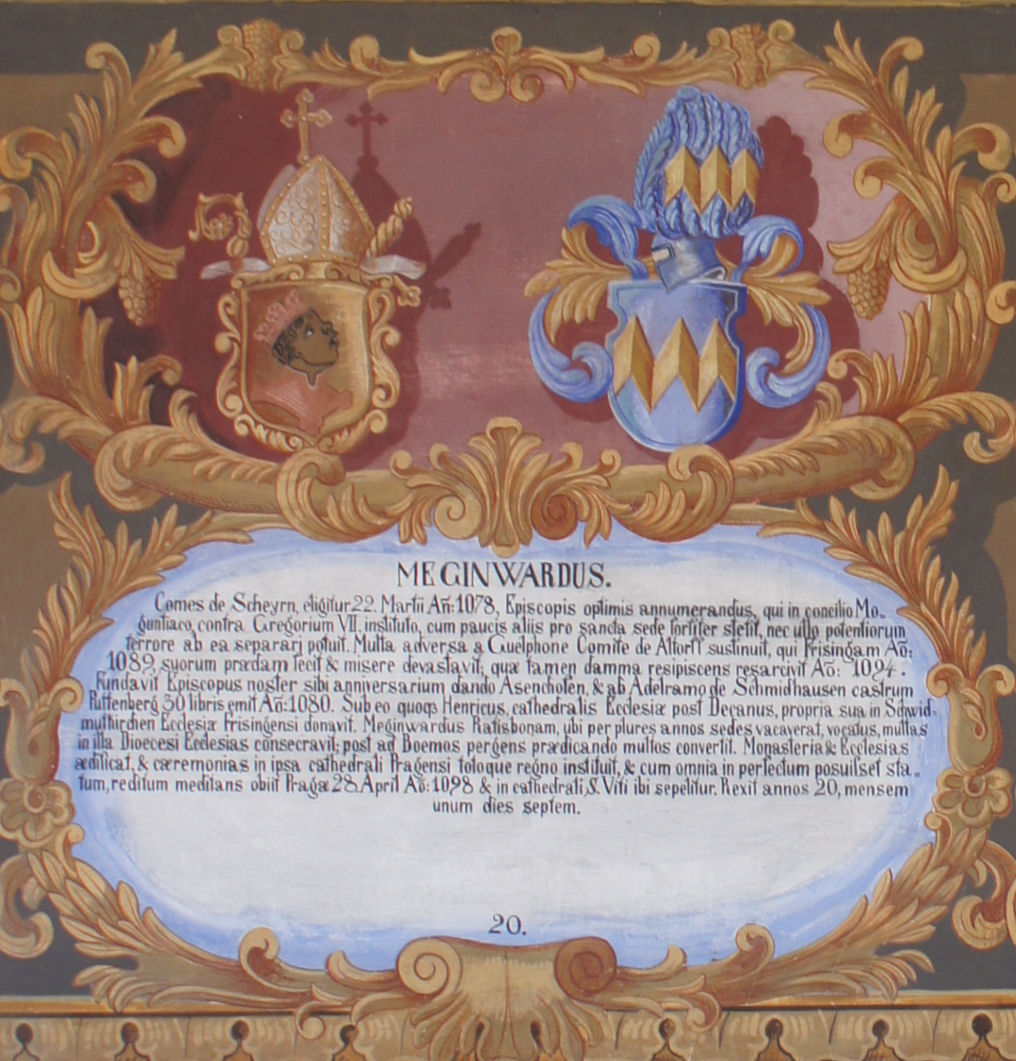
Wappentafel von Meginward im Fürstengang Freising

Meginward von Freising († 28. April 1098; auch Meinward, Megenhard) war von 1078 bis 1098 der 20. Bischof von Freising.
Meginward aus dem Geschlecht der Grafen von Scheyern musste sich als Parteigänger des Papstes im Investiturstreit seit 1086 auch militärisch gegen den Gegenbischof Hermann von Eppenstein durchsetzen und wurde dabei vom papsttreuen bayerischen Herzog Welf I. unterstützt. Meginward betrieb als Bischof erfolgreich die christliche Missionierung der Böhmen.